# Tapiolita-(Fe)
La tapiolita-(Fe), també anomenada ferrotapiolita, és un mineral que pertany al grup de la tapiolita, dins dels minerals òxids. La tapiolita-(Fe) forma sèrie amb la tapiolita-(Mn), diferenciant-se tots dos minerals pels seus continguts en ferro i manganès respectivament. Sobre el mineral recau certa importància econòmica, ja que és ric tant en niobi com en tàntal. El mineral es pot considerar un dimorf de la sèrie columbita-tantalita (coneguda popularment com a coltan). La seva localitat tipus es troba a les pegmatites de Sukula, Tammela, Finlàndia.
El nom va ser donat al mineral per Nils Adolf Erik Nordenskiöld l'any 1869, en honor del déu finlandès Tapio, déu dels boscos. L'any 1983 va canviar de nom a ferrotapiolita, per a diferenciar-la de la manganotapiolita. Finalment s'acabà anomenant Tapiolita-(Fe).
Segons la classificació de Nickel-Strunz, la tapiolita-(Fe) pertany a «04.DB - Metall:Oxigen = 1:2 i similars, amb cations de mida mitjana; cadenes que comparteixen costats d'octàedres» juntament amb els següents minerals: argutita, cassiterita, plattnerita, pirolusita, rútil, tripuhyita, tugarinovita, varlamoffita, byströmita, tapiolita-(Mn), ordoñezita, akhtenskita, nsutita, paramontroseïta, ramsdel·lita, scrutinyita, ishikawaïta, ixiolita, samarskita-(Y), srilankita, itriorocolumbita-(Y), calciosamarskita, samarskita-(Yb), ferberita, hübnerita, sanmartinita, krasnoselskita, heftetjernita, huanzalaïta, columbita-(Fe), tantalita-(Fe), columbita-(Mn), tantalita-(Mn), columbita-(Mg), qitianlingita, magnocolumbita, tantalita-(Mg), ferrowodginita, litiotantita, litiowodginita, titanowodginita, wodginita, ferrotitanowodginita, wolframowodginita, tivanita, carmichaelita, alumotantita i biehlita.